# Frank Schmickler
Frank Schmickler, né le 10 juin 1965 à Cologne, est un pilote automobile allemand de compétitions sur circuits pour voitures de Tourisme, monoplaces et voitures de Grand Tourisme.

## Biographie
Après un début de carrière  en 1981 sur karting, il est deux fois consécutivement vice-champion d'Allemagne de Formule Ford pour le Herberth Motorsport, en 1984 et 1985 (catégories 1.6, puis 2L.).  De 1986 à 1990 il pratique la Formule 3.
En 1988, 1990, 1991 et 1994 il effectue quatre saisons pleines de DTM avec Herberth Motorsport, terminant au passage septième des 24 Heures de Spa en 1988 avec Michael Bartels et Ellen Lohr.
Il remporte les 24 Heures du Nürburgring en 1990, associé à ses compatriotes Joachim Winkelhock et Altfrid Heger sur BMW M3 E30 Evo 2 du Linder Motorsport.
Après des débuts en 1992 dans la série, il devient en 1994 deuxième de la Porsche Carrera Cup d'Allemagne aussi avec Herberth Motorsport, derrière Ralf Kelleners (s'investissant régulièrement jusqu'en 2002, et terminant encore cinquième en 1998, et sixième en 1997, 1999 et 2000 - 6 victoires sont à mettre à son actif entre 1995 et 2000).
De 2007 à 2013 il dispute annuellement l'ADAC GT Masters, finissant troisième à sa première saison à bord d'une Porsche 997 GT3 Cup, et quatrième en 2008 sur Lamborghini Gallardo GT3.
En 2014, il est deuxième de la Coupe des Gentlemen en Blancpain Endurance Series associé à un autre Allemand, Alexander Mattschull, sur une Ferrari 458 Italia GT3.